# Norrköpings stadsvapen

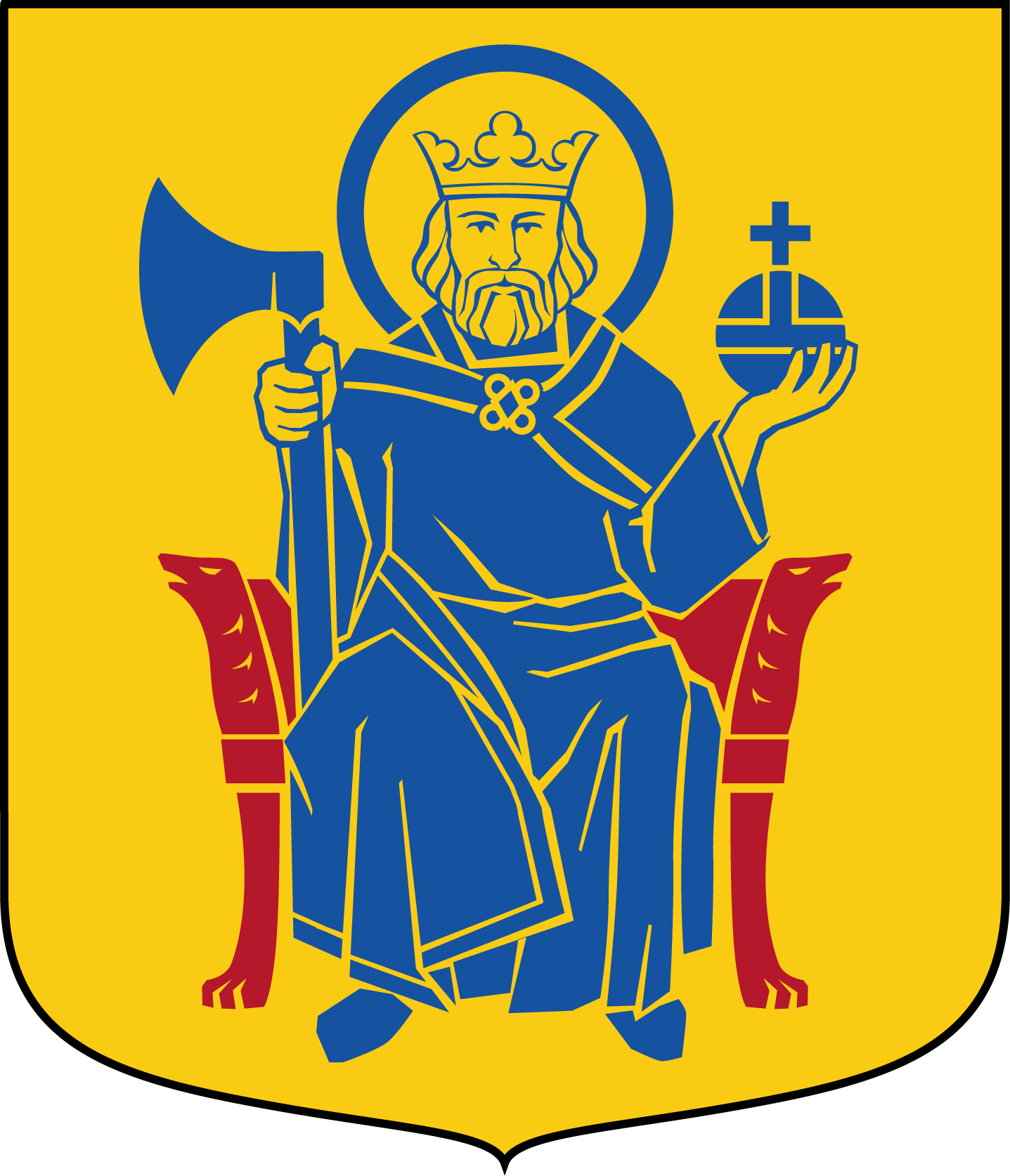
Norrköpings stadsvapen

Norrköpings gamla stadsvapen

Norrköpings kommunvapen fastställdes av Kungl Maj:t 22 maj 1936 för den dåvarande Norrköpings stad. På stadsvapnet återfinns Norrköpings skyddshelgon S:t Olof.
Efter kommunreformen 1971 övertogs vapnet av den nya Norrköpings kommun.

## Blasonering
Blasonering: I fält av guld en på en röd tronstol sittande blåklädd S:t Olofsbild med krona av guld och blå gloria, yxa och riksäpple.

## Norrköpings gamla stadsvapen
Innan stadens vapen fastställdes formellt 1936, användes även ett annat vapen. Detta gamla stadsvapen har anor från ett mindre stadssigill från 1400-talet och användes parallellt med ett S:t Olof-stadsvapen fram till dess att S:t Olof-stadsvapnet fastställdes.
Blasonering: I blått fält en stolpvis ställd spira, åtföljd till höger av ett med en kunglig krona krönt N och till vänster av en yxa, allt av guld (vissa partier av spiran röda).

## Andra symboler
Inför Norrköpings 600-årsjubileum 1984 utlyste kommunen en pristävling om en särskild symbol för jubileumsåret och de arrangemang som planerades till det. Tävlingen vanns av Curt Dahlén som ritade ett stiliserat N gjort av tre vågiga linjer i färgerna rött, orange och gult. Prissumman var 5 000 kronor och kostnaden för att införa N-symbolen i den kommunala verksamheten har angetts till 100 000 kronor. 1994 beslutade kommunstyrelsen att N-symbolen ska användas i praktiskt taget alla officiella sammanhang.